# Luci Albini
Luci Albini (en llatí Lucius Albinius) va ser un dels primers tribuns del poble l'any 494 aC, després d'haver-se creat aquesta magistratura. Asconi en fa menció amb el nom de L. Albinius C. F. Paterculus.